# Sami Hyypiä
Sami Tuomas Hyypiä (* 7. října 1973, Porvoo, Finsko) je finský fotbalový trenér a bývalý fotbalový obránce.

## Klubová kariéra

### Počáteční kariéra
Hyypiä se seniorským fotbalem začal ve finském týmu MyPa, ve kterém strávil tři roky a získal dva domácí poháry.
V roce 1995 byl na zkouškách v anglickém Newcastle United, ale neuspěl. Zamířil tak do Nizozemska, kde se upsal prvoligovému Willem II. Během čtyř let mu byla svěřena kapitánská páska a ještě před odchodem do Liverpoolu roku 1999 pomohl týmu kvalifikovat se do hlavní skupinové fáze v Lize mistrů.
Ještě před tím, v ročníku 1998/99 přispěl k historickému druhému místu v Eredivisii.

### Liverpool
Roku 1999 přestoupil Hyypiä do Liverpoolu za částku 2,6 milionu liber (£).
Trenér Gérard Houllier urostlého finského obránce zakomponoval do týmu, jemuž se během sezóny 2000/2001 podařilo získat pohárový treble. Hyypiä debutoval proti Sheffieldu Wednesday dne 7. srpna 1999.
Partnerem v obraně se mu stal Švýcar Stéphane Henchoz.
Liverpool 11. září 1999 přivítal hlavního rivala Manchester United a ve 3. minutě prohrával 0:1, když si dal vlastní gól Carragher. Hyypiä ve 23. minutě snížil hlavou na 1:2, poté co se minuty před ním po přímém kopu Beckhama prosadil Andy Cole. Byl to jeho první gól v Anglii.
Ani gól Patrika Bergera nakonec neodvrátil porážku 2:3.
Začátkem prosince zaznamenal druhý gól v Premier League, a to v utkání se Sheffieldem Wednesday, kdy po rohu Davida Thompsona zakončil přesně hlavou. Další tři góly od Danny Murphyho, Stevena Gerrarda a Davida Thompsona rozhodli o výhře Liverpoolu 4:1. Kromě vstřeleného gólu mohl Hyypiäho těšit i fakt, že Liverpool v tuto dobu disponoval nejlepší obranou v celé lize.
Začátkem března se oba týmy opět setkaly v Premier League. Hyypiä nastoupil od začátku, těsně před prvním poločasem se však zranil po souboji se Solskjærem, útočníkem, jehož hlídání měl na starosti. Kouč Houllier váhal se střídáním a během minut, kdy hráli jeho svěřenci v 10 lidech, se gólově prosadil právě Solskjær. Hyypiäho ve druhém poločase vystřídal Danny Murphy, ale skóre 1:1 už zůstalo neměnné.
V ročníku 2000/2001 odehrál celé utkání na hřišti Leeds United a už ve 2. minutě otevřel skóre, opět hlavou. Divoké utkání ale nakonec Liverpool prohrál, soupeřův australský útočník Mark Viduka se čtyřmi góly postaral o vítězství Leedsu 4:3.
Častá zranění Redknappa a Fowlera mu umožnila stát se kapitánem, který dovedl mužstvo k triumfům v FA Cupu, League Cupu a v Poháru UEFA.
V tomto období obvykle vedl obrannou čtveřici ve složení Carragher, Hyypiä, Henchoz, Babbel. Mezi lednem 2001 a říjnem 2001 odehrál celkově 87 utkání za sebou bez karetního trestu.
Kontrakt s Liverpoolem měl uzavřený až do roku 2009, přesto se v létě 2007 často mluvilo o jeho odchodu do jiného anglického týmu. Ucházely se o něj týmy jako Fulham FC nebo Newcastle United FC. Hyypiä se rozhodl ale svou smlouvu dodržet a v Liverpoolu zůstal. Za toto období se stal jedním z nejlepších stoperů, kteří v Liverpoolu působili.
Po deseti letech strávených v Liverpoolu odešel jako volný hráč v červenci roku 2009 do Leverkusenu. Svoji fotbalovou kariéru ukončil v roce 2011.

## Reprezentační kariéra

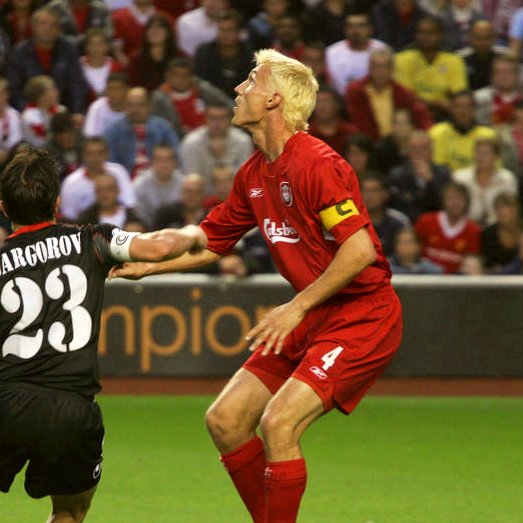
Sami Hyypiä v dresu Liverpoolu.

Sami je hráč s druhým nejvyšším počtem startů v A-mužstvu Finska (po Jari Litmanenovi, který jich má 137).
Zápasy Samiho Hyypiä za A-mužstvo Finska 
| Rok    | Zápasy | Góly |
| ------ | ------ | ---- |
| 1992   | 1      | 0    |
| 1993   | 0      | 0    |
| 1994   | 2      | 0    |
| 1995   | 4      | 0    |
| 1996   | 5      | 0    |
| 1997   | 4      | 0    |
| 1998   | 7      | 0    |
| 1999   | 7      | 1    |
| 2000   | 6      | 0    |
| 2001   | 7      | 0    |
| 2002   | 6      | 1    |
| 2003   | 9      | 2    |
| 2004   | 8      | 0    |
| 2005   | 8      | 0    |
| 2006   | 7      | 1    |
| 2007   | 9      | 0    |
| 2008   | 5      | 0    |
| 2009   | 8      | 0    |
| 2010   | 2      | 0    |
| Celkem | 105    | 5    |

## Trenérská kariéra
Poté krátce působil u finské fotbalové reprezentace a v roce 2012 se stal trenérem německého klubu Bayer 04 Leverkusen. V dubnu 2014 byl společně se svým asistentem Lichtem z funkce propuštěn.
Začátkem června 2014 se stal koučem druholigového anglického týmu Brighton & Hove Albion, se kterým podepsal smlouvu na tři roky.
K dispozici měl hostujícího útočníka Darrena Benta. V prosinci 2014 po šesti měsících rezignoval, během 26 zápasů jeho tým vyhrál pouze 6.
Jeho posledním zápasem byla remíza 1:1 na hřišti Wolverhamptonu.
Brighton byl v době jeho odchodu na 22. místě ze 24 týmů.
Trenérem FC Zürich se stal v srpnu 2015, podepsal dvouletou smlouvu.
Po porážce proti Luganu 0:4 v průběhu května 2016 byl propuštěn,
navzdory tomu že dovedl Curych do finále domácího poháru, kde se měl střetnout právě s Luganem.
Po jeho odvolání curyšské mužstvo nedokázalo odvrátit sestup do druhé ligy.